# Rolf Strittmatter
Rolf Strittmatter (ur. 26 lipca 1955 w Glarus Nord) – szwajcarski bobsleista i sprinter, złoty medalista mistrzostw świata.

## Kariera
Największy sukces w karierze osiągnął w 1983 roku, kiedy reprezentacja Szwajcarii w składzie Ekkehard Fasser, Hans Märchy, Kurt Poletti i Rolf Strittmatter zdobyła złoty medal w czwórkach podczas mistrzostw świata w Lake Placid. W tym samym roku zdobył także złoty medal w czwórkach podczas mistrzostw Europy w Sarajewie, a na rozgrywanych rok później mistrzostwach Europy w Igls i mistrzostwach Europy w Cervinii w 1987 roku był trzeci. W 1984 roku na wystartował na igrzyskach olimpijskich w Sarajewie, zajmując czwarte miejsce w czwórkach. Jego osada przegrała tam walkę o medal z pierwszą ekipą Szwajcarii o 1,51 sekundy. Był to jego jedyny start olimpijski.
Strittmatter był też sprinterem. Wystąpił między innymi w sztafecie 4 × 400 m podczas igrzysk olimpijskich w Moskwie w 1980 roku, jednak Szwajcaria odpadła w półfinałach.